# بريانا مايلز
برينا مايلز (من مواليد 18 فبراير 2003) حاملة لقب ملكة جمال أمريكية، والتي توجت بلقب ملكة جمال مراهقات الولايات المتحدة الأمريكية 2021. سبق أن توجت مايلز بلقب ملكة جمال فلوريدا مراهقات الولايات المتحدة الأمريكية 2021، وأصبحت أول مشاركة من ولاية فلوريدا تفوز بلقب مسابقة ملكة جمال مراهقات الولايات المتحدة الأمريكية 2021.

## نشأتها
ولدت بريانا مايلز في كنتاكي لأم دومنيكانية وأب أمريكي من أصل أفريقي، وانتقلت إلى فلوريدا في سن السابعة. نشأت في بورت سانت لوسي، فلوريدا، وتخرجت من المدرسة الثانوية في عام 2021 ، مع تسجيل مزدوج من كلية إنديان ريفر ستيت. قبل أن تصبح ملكة جمال ملكة جمال مراهقات الولايات المتحدة الأمريكية، درست مايلز علوم الكمبيوتر والمسرح الموسيقي في جامعة ولاية فلوريدا ويطمح لأن يصبح مهندس برمجيات.

## تتويجها
بدأت مايلز مسيرتها الكروية لأول مرة في سن الثانية عشرة. شاركت لأول مرة في مسابقة ملكة جمال فلوريدا مراهقات الولايات المتحدة الأمريكية في عام 2020 ، حيث احتلت المركز الثالث على الرغم من تواجدها على المسرح. عادت مايلز لاحقًا في العام التالي ، وتوجت في النهاية ملكة جمال فلوريدا في الولايات المتحدة الأمريكية 2021. بصفتها ملكة جمال فلوريدا مراهقات الولايات المتحدة الأمريكية، حصلت على حق تمثيل فلوريدا في ملكة جمال مراهقات الولايات المتحدة الأمريكية 2021.
عقدت مسابقة ملكة جمال مراهقات الولايات المتحدة الأمريكية 2021 في 27 نوفمبر 2021، في تولسا، أوكلاهوما. استمرت مايلز في التقدم في المسابقة ضمن أفضل 16 متسابقة، وتقدم لاحقًا إلى المراكز الخمسة الأولى، قبل أن تتوج في نهاية الحدث من قبل حاملة اللقب المنتهية ولايته كيالاني أرودا. مع فوزهاأصبحت بريانا مايلز أول متسابقة من ولاية فلوريدا يتم تتويجه بمسابقة ملكة جمال الولايات المتحدة الأمريكية.

## روابط خارجية
- بريانا مايلز على إنستغرام

| الجوائز و الإنجازات | الجوائز و الإنجازات                                       | الجوائز و الإنجازات |
| ------------------- | --------------------------------------------------------- | ------------------- |
| سبقه كيالاني أرودا  | ملكة جمال مراهقات الولايات المتحدة الأمريكية 2021         | الحالي              |
| سبقه ريلي سبيكر     | ملكة جمال مراهقات فلوريدا الولايات المتحدة الأمريكية 2021 | تبعه أليسا خان      |